# Semenzi
I Semenzi (originariamente denominati Premuda) furono una famiglia patriziata veneziana, annoverata fra le cosiddette Case fatte per soldo.

## Storia
La tradizione afferma che la famiglia Semenzi godesse della cittadinanza veneziana da antica data e che ricoprisse incarichi di certo rilievo presso la Cancelleria Ducale. Alcune fonti attestano che costoro si fregiassero anche del cavalierato e del rango comitale presso Paesi esteri.
Sembra che originariamente questa casa cognomizzasse Premuda e che un certo Tommaso Premuda, «Veneziano, credo di Patria, e professione Ministro in Zecca», volendo essere ammesso nel corpo patrizio cittadino, fu costretto dalle circostanze a cambiare il proprio cognome.
Racconta la storia, infatti, che questo Tommaso fosse grande amico di tal Giovanni Battista Semenzi, «uomo ordinario ma ricco», il quale aveva accumulato le sue grandi ricchezze prima ponendosi al servizio del N.H. Piero Civran da San Giovanni Grisostomo, poi entrando nel commercio delle biade e infine, pare, con il gioco d'azzardo. Anche il Premuda, per parte sua, sembra avesse accumulato una considerevole somma di denaro, ricavato da attività commerciali o forse unicamente dalla propria professione di funzionario statale.
Alcune fonti, mettendo in guardia il lettore sulla possibile malizia di questa versione, riportano che egli temesse un controllo sul proprio reddito da parte delle autorità della Repubblica, e che quindi decidesse di mettersi al riparo da tale pericolo compiendo il versamento previsto all'erario pubblico per ottenere l'ascrizione al patriziato veneziano. Non riuscendo però a raggiungere i centomila ducati necessari con le proprie sole finanze, o per non attirare su di sé eventuali sospetti con l'esborso di una tale somma di denaro, Tommaso Premuda si sarebbe rivolto all'amico Giovanni Battista, il quale, non avendo alcuna discendenza, acconsentì a effettuare il versamento necessario, a patto che il Premuda cambiasse il proprio cognome in Semenzi.
Altre ipotesi, invece, vorrebbero che il cambiamento di cognome fosse avvenuto a seguito di una semplice questione ereditaria.
La votazione per l'aggregazione al corpo patrizio di Tommaso Semenzi, dunque, avvenne il 23 settembre 1685, e si svolse con esito favorevole tanto in Senato (138 sì, 27 no, 8 astenuti) quanto in Maggior Consiglio (635 sì, 193 no, 24 astenuti).
I Semenzi, presenti a Venezia nel 1780 con un membro della Quarantia, sedevano in Maggior Consiglio ancora nel 1797, anno della caduta della Serenissima.
Il casato ricevette conferma della propria nobiltà da parte del governo imperiale austriaco con Sovrana Risoluzione datata 30 novembre 1817.

## Luoghi e architetture
- Villa Semenzi Cornaggia Cappello Morpurgo Paccagnella, a Conegliano;
- Villa Torresini Crosato, a Roncade, brevemente posseduta dai Semenzi alla fine del secolo XVIII.